# 5756 (année hébraïque)
5756 (hébreu : ה'תשנ"ו , abbr. : תשנ"ו) est une année hébraïque qui a commencé à la veille au soir du 25 septembre 1995 et s'est finie le 13 septembre 1996. Cette année a compté 355 jours. Ce fut une année simple dans le cycle métonique, avec un seul mois de Adar. Ce fut la seconde année depuis la dernière année de chemitta.
En l'an 5756, l'État d'Israël a fêté ses 48 ans d'indépendance.

## Calendrier
Ce calendrier hébraïque de l'année 5756 donne les correspondances avec les dates du calendrier grégorien.
Le premier nombre dans chaque case correspond au jour du mois hébraïque. Les jours en couleurs sont des jours remarquables juifs ou israéliens.
| ◄◄ | 5756 | ►► |

## Événements
- Assassinat d'Yitzhak Rabin
- Opération Raisins de la colère

## Décès
- Yitzhak Rabin
- Emmanuel Levinas
- Israël Eldad
- Émile Habibi

5751 - 5752 - 5753 - 5754 - 5755 - 5756 - 5757 - 5758 - 5759 - 5760 - 5761